# Alex Verdugo
Pour les articles homonymes, voir Verdugo.
Alexander Brady Verdugo (né le 15 mai 1996 à Tucson, Arizona, États-Unis) est un joueur mexicano-américain de baseball. Il est joueur de champ extérieur pour les Yankees de New York de la Ligue majeure de baseball.

## Carrière
Alex Verdugo est né aux États-Unis et son père est originaire du Mexique. Afin d'honorer cet héritage, il choisit de jouer pour l'équipe mexicaine à la Classique mondiale de baseball 2017 et de porter les couleurs de l'équipe « Monde » (World Team) lors du Match des étoiles du futur 2017.
Verdugo est choisi par les Dodgers de Los Angeles au 2e tour de sélection du repêchage amateur de 2014.

### Dodgers de Los Angeles
Il fait ses débuts dans le baseball majeur le 1er septembre 2017 avec les Dodgers de Los Angeles.

### Yankees de New York
Le 5 décembre 2023, Alex Verdugo est échangé aux Yankees de New York contre les lanceurs Greg Weissert, Richard Fitts et Nicholas Judice.